# Айия-Параскеви (Беотия)
Айия-Параскеви (греч. Αγία Παρασκευή) — деревня в Греции. Деревня находится в Беотии.

## Топоним
До 1955 года село называлось Аго́риани (греч. Ἀγόριανη). Старая этимология его имени славянская и происходит от «гора». К югу от села на склоне горы в 1970 году вокруг церкви 14 века был построен одноименный монастырь.